# Concattedrale di Troia
Il duomo di Troia, ufficialmente concattedrale della Beata Vergine Maria Assunta in Cielo, già cattedrale, è il principale luogo di culto cattolico di Troia, in provincia di Foggia, concattedrale della diocesi di Lucera-Troia. È monumento nazionale italiano dal 1940.
La chiesa è un edificio a croce latina dalle importanti peculiarità e dall'indubbio interesse architettonico, costruito tra il 1093 e il 1125; a quel tempo la cittadina era a capo di una vasta diocesi, cui la stessa città di Foggia faceva capo. L'edificio è dedicato alla Beata Maria Vergine Assunta in Cielo ed è costruita secondo lo stile romanico pugliese. È uno dei capolavori dell'architettura romanica in Capitanata, non tanto per le proporzioni quanto per l'armonia della costruzione.
La facciata è larga 19 metri ed è alta (alla cuspide) 28,5 metri. Dalla soglia all'abside la concattedrale è lunga 54 metri. In totale la costruzione occupa una superficie di circa 1325 m².
Nel marzo del 1958 papa Pio XII l'ha elevata alla dignità di basilica minore.

## Storia

La cattedrale di Troia in una stampa antica

La chiesa venne costruita sulla base di un preesistente edificio bizantino e con materiali riutilizzati, ricavati dall'antica città romana di Aecae, situata a non molta distanza.
La sua storia è legata all'importanza non solo spirituale, ma anche temporale che il vescovado aveva all'interno della città. Soprattutto nei periodi in cui Troia subì gravi conflitti politici, la cattedrale rimase il simbolo del potere del vescovo, in quei casi unico rappresentante del potere temporale. Una particolarità propria del vescovo locale è stata la sua diretta dipendenza dalla Santa Sede. La cittadina era inoltre attraversata dalla medievale via Francigena (erede della romana via Traiana), attestata in territorio di Troia nel Privilegium baiulorum imperialium del 1024.
I lavori per la costruzione della cattedrale vennero patrocinati e finanziati dal vescovo Guglielmo II a partire dal 1106. Nel 1119 venne posta la porta di bronzo costruita da Oderisio da Benevento la cui funzione, oltre al completamento stilistico della facciata, era quella di celebrare le glorie del vescovo e la sua abilità nel mediare i rapporti tra la Santa Sede ed i baroni normanni. Appena otto anni dopo questo avvenimento, nel 1127, la costruzione di una porta laterale sempre ad opera di Oderisio da Benevento e sempre su ordine di Guglielmo II è il simbolo della mutata situazione politica della zona e della città: la nuova porta è più piccola e più semplice, andando a riflettere la situazione economica difficile e una più immediata velocità di esecuzione e condivisione del messaggio da trasmettere.
Al vescovo Gualtiero di Pagliara (1189-1201) si deve l'erezione del braccio sinistro del transetto. I lavori rientravano in un nuovo piano progettuale che prevedeva la realizzazione del transetto che non fu mai completato. Il braccio destro venne infatti costruito non prima del XVIII secolo. Nel XIII secolo fu prima completato il presbiterio con la costruzione della volta a crociera del coro e poi realizzato il rosone della facciata principale.

## Descrizione

### Esterno
Dal punto di vista architettonico, la facciata è divisa da un cornicione che distingue la parte superiore, più leggera e dai tratti più lievi, dalla parte inferiore, compatta, ravvivata dalla presenza di archi ciechi e semicolonne. La parte superiore della facciata, che riprende la zona interna della navata centrale, è caratterizzata da un tetto a doppio spiovente ed è sorretto da due ampi contrafforti. Ma ciò che caratterizza la facciata e ne determina la peculiarità è il gioco di parti architettoniche e scultoree, che formano un'armonia particolare. Particolare interesse merita il rosone, unico nel suo genere, che colpisce l'osservatore per la sua indiscussa bellezza.

#### Il rosone e il suo simbolismo
Il rosone è un eccelso esempio di tecnica scultorea a traforo: composto da undici colonne (di uno stile simile all'ordine corinzio) che si irradiano dal centro dello stesso secondo angoli uguali (32,72º), a loro volta connesse con un gioco di archi che fanno da cornice, è suddiviso in undici "spicchi". Questi ultimi sono decorati con diaframmi traforati diversi tra loro e diversi dalla decorazione degli archi, creando così ben ventidue decorazioni differenti ottenute esclusivamente con la tecnica del traforo, facendo apparire il rosone come un ricamo merlettato.
Al centro del rosone le undici colonnine poggiano su un cerchio di pietra lavorata a squame, a determinare una decorazione che ricorda una corda che si chiude o un serpente che si morde la coda, simbolo dell'eternità, della morte e resurrezione, oltre ad essere di forma circolare, simbolo della perfezione. Il centro del rosone, dunque, simboleggia la figura di Gesù Cristo.

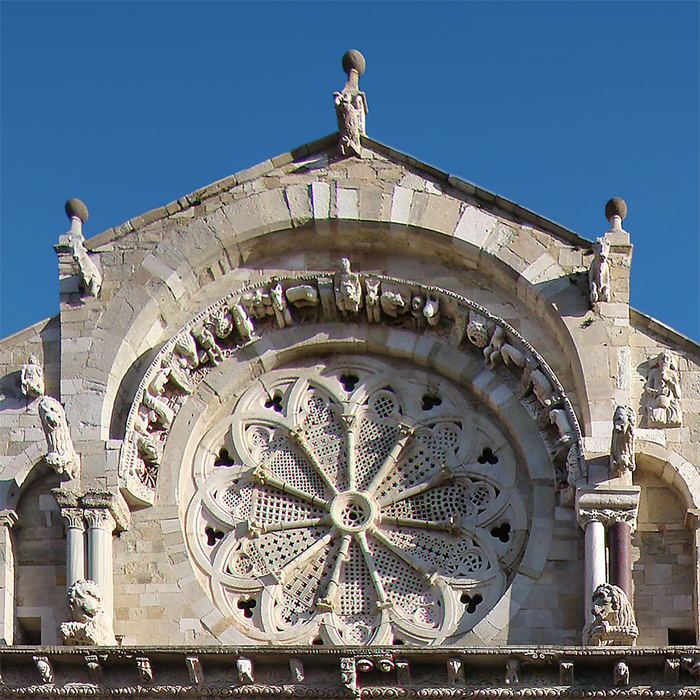
Il rosone, datato tra il 1160 e il 1180

Poiché le colonnine sono in numero dispari (11), il rosone appare asimmetrico. La scelta di questo numero di colonnine, però, non è casuale: bisogna notare il fatto che il numero 11 ha un forte significato simbolico. Quest'ultimo, infatti, è il numero degli apostoli senza considerare Giuda Iscariota, il traditore, che viene escluso proprio per sottolineare che chi pecca veramente non è più innestato su Gesù.
Gli archi che sormontano le colonne, per ricoprire l'intero rosone, sono undici. Partendo dall'apice di una colonna e seguendo l'andamento degli archi, per tornare al punto di partenza è necessario compiere due giri del rosone. Quest'ultimo, cioè, è composto da una serie di 6 + 5 archi che si rincorrono. Anche in questo caso si ha un significato simbolico nascosto ma molto importante: sei e cinque rappresentano rispettivamente macrocosmo e microcosmo, Cielo e Terra. Il numero undici, essendone la somma, rappresenta l'unione tra queste due realtà, tra ciò che è terreno e ciò che è divino.
Sopra ogni colonna e come cornice di ogni arco è presente una forma composta da tre lobi. Oltre all'indubbio fine estetico, anche in questo caso siamo di fronte ad un simbolo: questa forma, generata dall'intersezione di tre cerchi distinti e separati, simboleggia la Trinità.
Il rosone, in definitiva, è la sintesi di diversi influssi stilistici, prodotto unico ed originale di raffinatezza stilistica, priva di esemplari con cui possa essere paragonato. I danni arrecati dal terremoto del 1731 e del sisma più recente del 31 ottobre 2002 hanno seriamente messo a rischio la statica del rosone che ha subito nel tempo delle deformazioni fuori del piano. A tale dissesto si è posto rimedio negli anni 2005-06 con un intervento innovativo di restauro statico messo a punto dagli ingegneri Domenico Liberatore e Nicola Masini, docenti dell'Università della Basilicata.

#### L'epigrafe dedicatoria
Sulla parete nord della "Cappella dei santi patroni" è incisa la seguente iscrizione:
Felix antistes dom(i)nus Guillelmus secundus fecit hanc aede(m) D(e)o ac beatae Mariae vobisq(ue) fidelibus felices troiani
 la cui traduzione letterale è «Felice, il Signor Vescovo Guglielmo II costruì questa casa al Signore, alla Beata Maria e a Voi fedeli felici Troiani».

#### Le porte

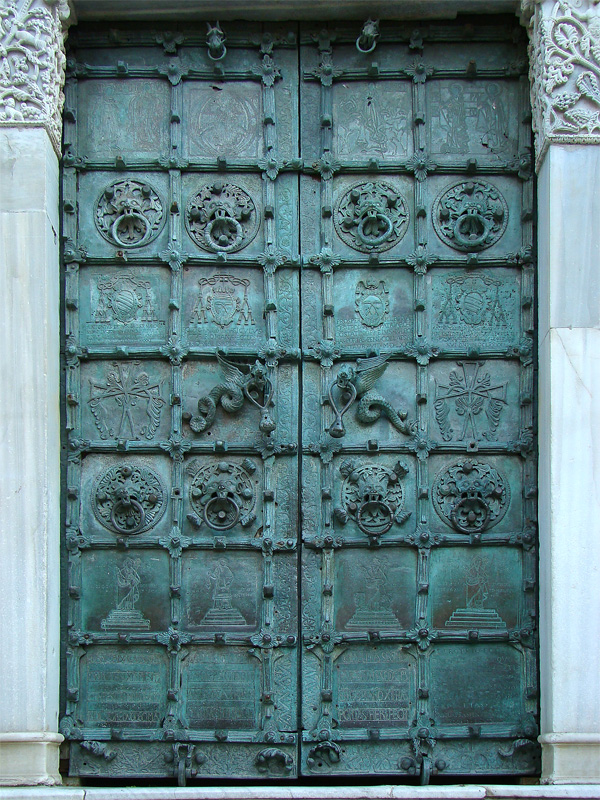
Il portale di bronzo

Un'altra particolarità celebre, molto rara nelle chiese antiche di tutta Italia, è la presenza delle porte di bronzo.
Alla base dell'architrave del portale centrale, ornato da motivi orientaleggianti, si legge: Istius aecc(les)iae p(er) portam materialis introitus nobis tribuatur spiritualis, la cui traduzione letterale dal latino è «L'ingresso attraverso la porta di questa chiesa materiale ci procuri quella spirituale». In generale tutto l'insieme rappresenta questo passaggio dal peccato alla salvezza.
Il capitello sinistro rappresenta il motivo dell'iniziazione: in esso sono incise le figure di un caprone con le corna (che ha la testa dura), una capra (che rappresenta il neofita che ha dei dubbi) e un cane (il cristiano che, dopo essersi confessato, torna a compiere i propri peccati). Infine è rappresentata un'anima dannata.
Il capitello destro rappresenta la parte positiva dell'iniziazione: sono scolpiti l'albero della vita con i suoi frutti e un'anima eletta, beata.
Il portale bronzeo è diviso in 28 parti, ognuna rappresentante una situazione o un personaggio differente. Alcuni dei personaggi rappresentati sono Oderisio da Benevento, costruttore della porta e il vescovo Guglielmo, principale patrocinante della costruzione della concattedrale. Nella quarta fila al centro ci sono due draghi con la bocca aperta a mostrare i denti aguzzi da cui pende un anello con sonagliera. I draghi, simbolicamente, sono i guardiani del tesoro ma anche i simboli del male: essi sono dunque nemici da sconfiggere per conquistare il "tesoro" nascosto all'interno della concattedrale.

### Interno

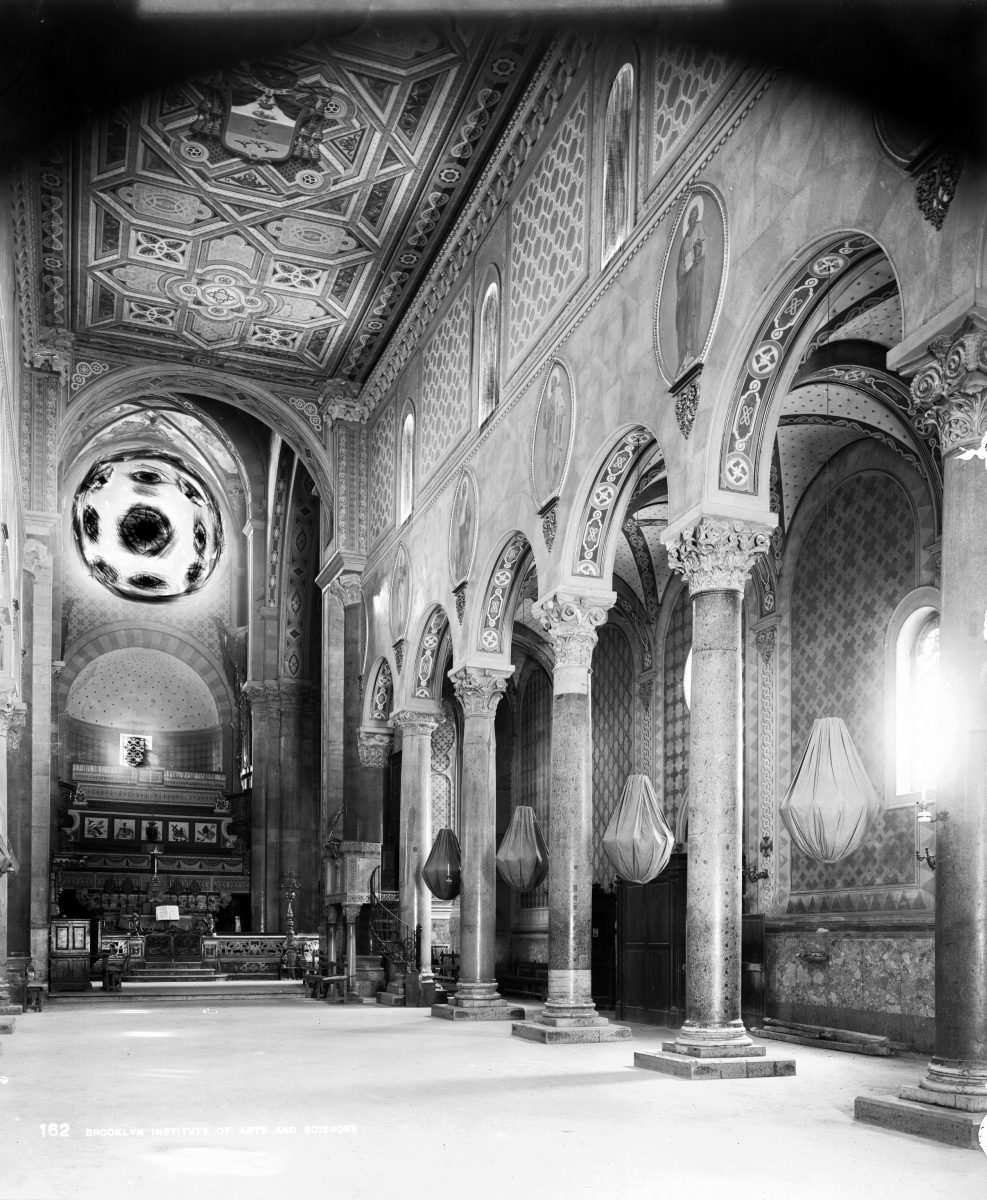
L'interno in una fotografia del 1895

All'interno, la concattedrale è composta da tre navate, divise tra loro da tredici colonne marmoree. La presenza di un numero dispari di colonne è dovuta al fatto che, entrando dal portone centrale, la prima colonna sulla destra è doppia. Simbolicamente il numero tredici rappresenta Gesù con i suoi apostoli.
Una cosa importante da notare è l'asimmetria dell'abside. Questa caratteristica può essere spiegata con quattro buoni motivi:
- l'asimmetria migliora l'acustica prevenendo la formazione di echi;
- la distinzione tra le navate e l'abside sta a simboleggiare la distanza tra il luogo delle credenze e il luogo della vera conoscenza divina;
- l'asimmetria è l'affermazione di uno spirito creativo contro una eccessiva razionalità offerta dalla perfetta simmetria;
- la pianta a croce latina è simbolo del corpo umano. Di conseguenza l'abside (il capo) leggermente spostato ricorda il capo reclinato del Cristo crocifisso.

Nella concattedrale vi è l'organo a canne Mascioni opus 760, costruito nel 1958. Esso, a trasmissione elettrica, conta 23 registri per un totale di 1406 canne collocate in una cassa alla destra dell'altare maggiore. La consolle, collocata a pavimento, ha due tastiere e pedaliera.